# Paul Géraldy
Paul Géraldy, właśc. Paul Le Fèvre (ur. 6 maja 1885 w Paryżu, zm. 10 marca 1983 w Neuilly-sur-Seine) – francuski pisarz, poeta i dramaturg.
W 1913 opublikował zbiór delikatnych i sentymentalnych liryków miłosnych Toi et moi, który przyniósł mu sławę. W późniejszym czasie pisał przede wszystkim dla teatru - napisał wiele psychologicznych sztuk teatralnych, m.in. Le noces d'argent (1917) i Duo (1938). Był również autorem powieści i wspomnień (Carnets d'un auteur dramatique 1922).
Twórczość Géraldy'ego nie jest w Polsce szczególnie dobrze znana, choć już w 1926 roku ukazał się zbiór Ty i ja w przekładzie Róży Czekańskiej-Heymanowej (1887-1968). Sam autor wszedł jednak do obiegu literackiego za sprawą wiersza Konstantego Ildefonsa Gałczyńskiego pt. Wiosna wróci, baronowo, a nawet do popkultury dzięki utworowi Kazika Staszewskiego z płyty Tata Kazika.  